# Ștefan Smal-Stocki

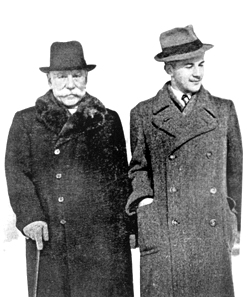
Ştefan Smal-Stocki împreună cu nepotul său Iuri Luţki la Praga, 1937.

Ștefan Smal-Stocki (în ucraineană Степан Смаль-Стоцький, transliterat: Stepan Smal-Stoțki; n. 8 ianuarie 1859, Nemîliv, Galiția - d. 17 august 1939, Cracovia, Polonia) a fost un lingvist șі pedagog ucrainean, proeminent lider social-politic, cultural și economic al Bucovinei. El a fost deputat în Dieta Bucovinei (1892-1911) și în Parlamentul imperial de la Viena (1911-1918), apoi ambasador al Republicii Populare a Ucrainei Occidentale la Praga.

## Biografie
S-a născut într-o familie de țărani din satul Nemilov (azi Nemîliv) din districtul Radehiv (Galiția). În perioada 1878-1884 a studiat la universitățile din Cernăuți și Viena (fiind studentul profesorului Franc Miklošič (1813-1891)), obținând doctoratul în slavistică în 1885.
Între anii 1885-1918 a fost profesor la Universitatea din Cernăuți și din 1921 la Universitatea Ucraineană Liberă de la Praga. A fost membru al mai multor institute academice internaționale: Societatea științifică Șevcenko (din 1899), Academia Națională de Științe a Ucrainei (din 1918), Institutul de Slavistică din Praga (din 1928) etc.
Smal-Stocki a fost unul dintre liderii al renașterii naționale si culturale ucrainene din Bucovina. A fost adversar al rusofiliei, contribuind esențial la victoria populiștilor ucraineni („rutenii tineri”) din Bucovina împotriva rutenilor rusofili; a fost conducătorul asociației studențești "Unirea" (Soiuz) din Cernăuți (1879—1882), fondator al asociațiilor Casa Poporului (Народний Дім), Boianul Bucovinei (Буковинський Боян), Școala Ruteană (Руська Школа) etc., activist al societății Ruska Besida (Руська Бесіда). A fost membru al Institutului de Slavistică din Praga.
Între anii 1892-1911 a fost deputat al Partidului Național-Democrat Ucrainean în Dieta Bucovinei (în perioada 1904—1910 a fost vicemareșal al Dietei; membru în Comisia constituțională și Comisia economică și președinte al Comisiei școlare), fiind ales în colegiul comunelor rurale din districtul Sadagura, iar între 1911-1918 deputat în Parlamentul austriac de la Viena.
Împreună cu Nicolae Wassilko, Smal-Stocki a contribuit la includerea deplină a ucrainenilor în administrația și viața politică din Bucovina; prin activitățile și lucrările sale (el a publicat primul manual de gramatică pentru școlile ucrainene - 4 ediții: 1893, 1907, 1922 șі 1928) a introdus în 1893 ortografia fonetică în școlile secundare din Bucovina, apoi a extins-o la toate școlile rutene.
În domeniul economic, în calitate de șef al Casei Rutene și al Tovărășiei Țărănești (din 1903) a încercat să construiască asociații cooperatiste rutene; eșecul din 1910 a dus la divizarea comunității ucrainene din Bucovina și facilitarea activităților politice și sociale ale lui Smal-Stocki. Pe de altă parte, dezvoltarea mișcării naționale ucrainene din Bucovina a fost influențată de cercetările sale (printre altele a publicat lucrarea Bucovina rusă în 1897, în care Smal-Stocki a descris istoria Bucovinei în legătură cu Cnezatul de Halici-Volînia și cu alte formațiuni statale slave), de activitatea sa publicistă (el a fost, de asemenea, coeditor al ziarului Bucovina, editor al revistei Russka Rada) și didactică.
În timpul primului război mondial, în calitate de lider al Uniunii pentru Eliberarea Ucrainei a condus activitățile culturale din lagărul de prizonieri ucraineni din Rastatt; în 1917 a condus consiliul de război al pușcașilor ucraineni.
La 19 octombrie 1918, la Liov (Galiția), s-a proclamat Republica Populară a Ucrainei Occidentale. Noul stat includea și partea de nord a Bucovinei, cu orașele Cernăuți, Storojineț și Siret. În 1919 a fost numit ca reprezentant diplomatic al Republicii Populare a Ucrainei Occidentale la Praga, unde a trăit până la moartea sa; de asemenea a lucrat ca profesor la Universitatea Ucraineană Liberă, ca președinte al Muzeului Luptelor de Eliberare și primul președinte al Academiei Ucrainene Moghilă-Mazepa.

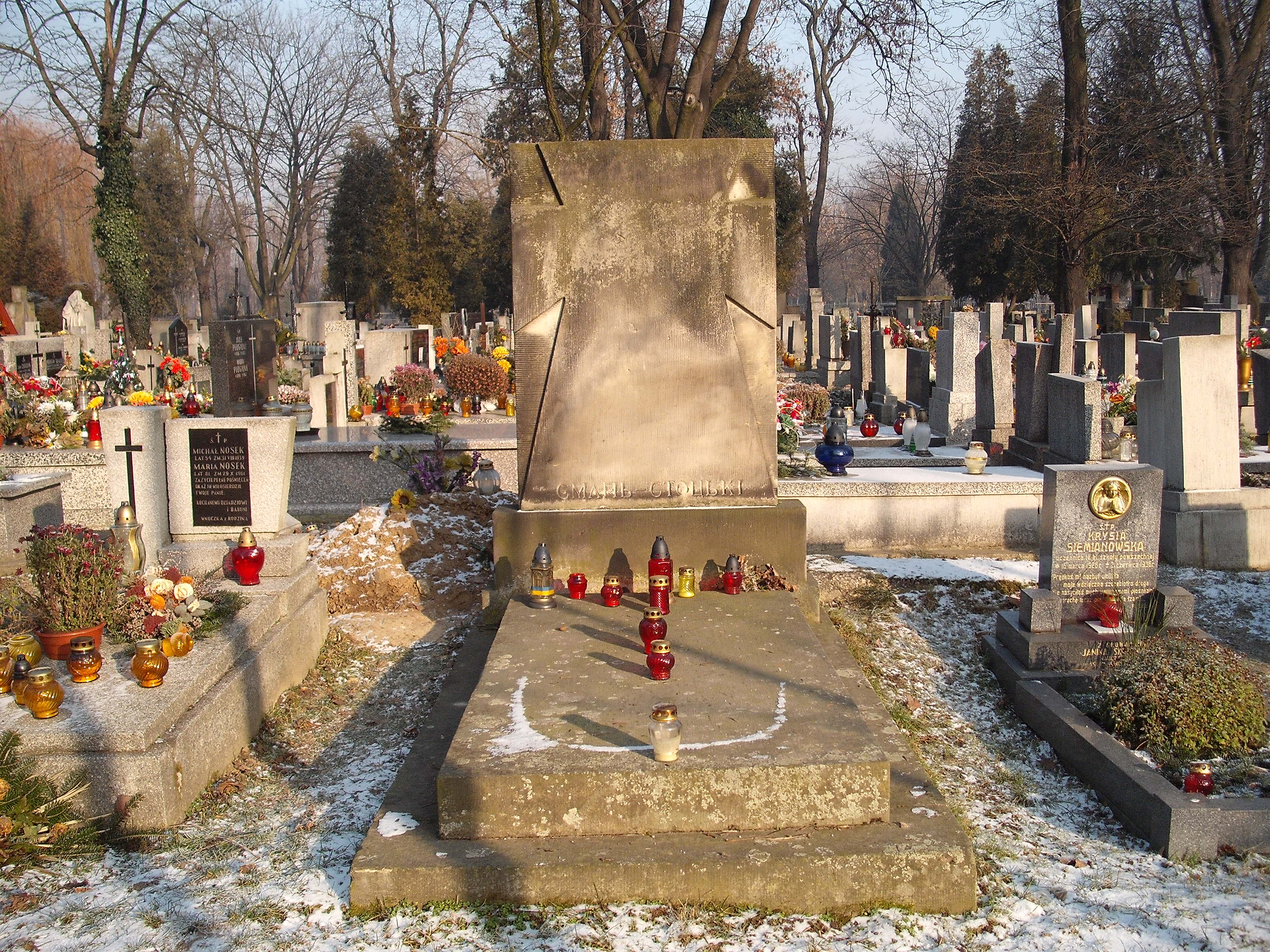
Mormântul lui Smal-Stocki de la Cracovia.

În calitate de lingvist, Smal-Stocki a scris împreună cu T. Gartner lucrarea Grammatik der ruthenischen (ukrainischen) Sprache (1913), în care a susținut că limba ucraineană provine direct din slavona comună, negând ideea că aceasta s-ar fi dezvoltat separat. Acest punct de vedere și l-a apărat mai târziu, în special în lucrarea Dezvoltarea legăturilor din familia limbilor slave și relația dintre acestea (1925, 1927).
El s-a opus brusc ideilor susținute de Vsevolod Hanțov cu privire la formarea limbii ucrainene din două dialecte, nordic și sudic. Exagerările lingvistice susținute au împiedicat adoptarea numeroaselor idei legitime ale lui Smal-Stocki (de exemplu, ideea apropierii dintre limba sârbă și cea ucraineană, renunțarea folosirii diftongilor în dialectul ucrainean nordic).
În ultimii ani, activitatea sa s-a concentrat pe interpretarea operei lui Taras Șevcenko, pe izolarea conștientă a acestuia de dezvoltarea istorico-literară („Taras Șevcenko. Interpretări”, 1934-1936 și alte articole). El a scris lucrări lingvistice și literare animate de o ideologie romantică națională. El a fost înmormântat la Cracovia.
Printre elevii lui Ștefan Smal-Stocki a fost lingvistul, pedagogul și metodistul Nicolae Ravliuc.